# Coro Sette Torri
Il coro Sette Torri è un coro polifonico con sede a Settimo Torinese, fondato nel 1981 e diretto da Giuseppe Olivero.

## Storia
Il coro Sette Torri  inizia la sua attività nel 1981 diretto dal maestro Vittorio Frigerio, al quale nel 1992 è succeduto il maestro Giovanni Cucci. Da maggio del 2012 il Coro è diretto dal maestro Edy Mussatti. Il Coro Sette Torri è un coro a voci miste e pari; il suo repertorio spazia dalla musica popolare alla Musica Polifonica.
Dal 1995 ha più volte collaborato con l'Orchestra Sinfonica Nazionale della RAI, come componente del Coro Filarmonico “Ruggero Maghini” .

Ha tenuto oltre 300 concerti in Italia e all'estero ed è organizzatore della rassegna nazionale “Corinsieme”.

Dal 1990 ha partecipato ad importanti concorsi regionali e nazionali ottenendo sedici volte il primo premio a Torino, Vittorio Veneto, Alba, Adria, Saint-Vincent, Quarona, Biella, Montreux, Azzano Decimo, Stresa.

## Discografia
- 1996 "18 Vecchie canzoni popolari del Piemonte" (dall'opera 40b di Leone Sinigaglia)
- 2005 “Casina sola”